# Маунт Вернон (Алабама)
Маунт Вернон (енгл. Mount Vernon) град је у америчкој савезној држави Алабама. По попису становништва из 2010. у њему је живело 1.574 становника.

## Демографија
Према попису становништва из 2010. у граду је живело 1.574 становника, што је 730 (86,5%) становника више него 2000. године.
| Група             | 2000.       | 2010.         |
| Белци             | 383 (45,4%) | 362 (23,0%)   |
| Афроамериканци    | 447 (53,0%) | 1.159 (73,6%) |
| Азијати           | 0 (0,0%)    | 1 (0,1%)      |
| Хиспаноамериканци | 1 (0,1%)    | 11 (0,7%)     |
| Укупно            | 844         | 1.574         |